# Hasvik
Gmina Hasvik (norw. Hasvik kommune) – norweska gmina leżąca w okręgu Finnmark. Jej siedzibą jest miasto Breivikbotn.
Hasvik jest 192. norweską gminą pod względem powierzchni.

## Demografia
Według danych z roku 2005 gminę zamieszkuje 1049 osób. Gęstość zaludnienia wynosi 1,88 os./km². Pod względem zaludnienia Hasvik zajmuje 403. miejsce wśród norweskich gmin.
| ludność stan na 1 stycznia 2005 |         |           |       |
|                                 | kobiety | mężczyźni | razem |
| osób                            | 550     | 499       | 1049  |
| %                               | 52,43%  | 47,57%    | 100%  |

| wykształcenie stan na 1 października 2004 |        |         |        |        |
|                                           | podst. | średnie | wyższe | niezn. |
| osób                                      | 279    | 472     | 90     | 25     |
| %                                         | 32,22% | 54,5%   | 10,39% | 2,89%  |

## Edukacja
Według danych z 1 października 2004:
- liczba szkół podstawowych (norw. grunnskolar): 3
- liczba uczniów szkół podst.: 135

## Władze gminy
Według danych na rok 2011 administratorem gminy (norw. rådmann) jest Erik Arnesen, natomiast burmistrzem (norw. ordfører, d. borgermester) jest Eva Danielsen Husby.